# Candarave
Candarave es una pequeña ciudad peruana capital del distrito homónimo y a su vez de la provincia de Candarave en el departamento de Tacna.
Tenía una población de 938 hab. en 2017 y está a una altitud de 3415 m s. n. m. Se encuentra a 164 km. (6 horas por carretera) de Tacna.
Se encuentra en la parte alta de la cuenca del río Locumba, en la margen derecha del río Callazas. Hacia al Noreste del poblado se puede distinguir el volcán Yucamane.
Las principales actividades económicas de Candarave están relacionadas con la ganadería y la agricultura de productos como orégano, maíz, papa y alfalfa.

## Toponimia
Especula Cerrón Palomino que el topónimo proviene de una palabra derivada aimara *kanta-ra-wi que significa 'lugar de muchos aposentos'. La raíz nominal kanta es un palabra aimara arcaico que significaba 'cerco, aposento', sustantivo relacionado con la voz kancha del quechua sureño. El primer sufijo -ra señala multiplicación o serialización, es decir, indica que hay bastante de la raíz a la que se agrega; así kantara sería 'muchos aposentos'. El segundo sufijo -wi tiene una función ubicadora, dándole el significado a la palabra de 'lugar con algo'.

## Lugares de interés
Los principales lugares de interés son la plaza de armas de Candarave es el principal escenario de las celebraciones en la zona. En la Parroquia de San Juan Bautista se celebra a San Juan Bautista el 24 de junio que es patrón del pueblo desde el siglo XVIII.
Las Fuentes Termales del Río Azufre Grande y Chico se encuentran próximas al volcán Tutupaca.
- Fuentes termales de Calientes-Candarave[6]
- Laguna de Suches o Huaytire[7][8]
- Bosque de Queñuas[9]

## Clima
El clima de Candarave es frío, árido. La media anual de temperatura máxima y mínima es 15.5 °C y 3.4 °C, respectivamente. La precipitación media anual es 159.7 mm.
| Parámetros climáticos promedio de Candarave (territorios entre 3000 - 3500 m s. n. m.). | Parámetros climáticos promedio de Candarave (territorios entre 3000 - 3500 m s. n. m.). | Parámetros climáticos promedio de Candarave (territorios entre 3000 - 3500 m s. n. m.). | Parámetros climáticos promedio de Candarave (territorios entre 3000 - 3500 m s. n. m.). | Parámetros climáticos promedio de Candarave (territorios entre 3000 - 3500 m s. n. m.). | Parámetros climáticos promedio de Candarave (territorios entre 3000 - 3500 m s. n. m.). | Parámetros climáticos promedio de Candarave (territorios entre 3000 - 3500 m s. n. m.). | Parámetros climáticos promedio de Candarave (territorios entre 3000 - 3500 m s. n. m.). | Parámetros climáticos promedio de Candarave (territorios entre 3000 - 3500 m s. n. m.). | Parámetros climáticos promedio de Candarave (territorios entre 3000 - 3500 m s. n. m.). | Parámetros climáticos promedio de Candarave (territorios entre 3000 - 3500 m s. n. m.). | Parámetros climáticos promedio de Candarave (territorios entre 3000 - 3500 m s. n. m.). | Parámetros climáticos promedio de Candarave (territorios entre 3000 - 3500 m s. n. m.). | Parámetros climáticos promedio de Candarave (territorios entre 3000 - 3500 m s. n. m.). |
| Mes                                                                                     | Ene.                                                                                    | Feb.                                                                                    | Mar.                                                                                    | Abr.                                                                                    | May.                                                                                    | Jun.                                                                                    | Jul.                                                                                    | Ago.                                                                                    | Sep.                                                                                    | Oct.                                                                                    | Nov.                                                                                    | Dic.                                                                                    | Anual                                                                                   |
| --------------------------------------------------------------------------------------- | --------------------------------------------------------------------------------------- | --------------------------------------------------------------------------------------- | --------------------------------------------------------------------------------------- | --------------------------------------------------------------------------------------- | --------------------------------------------------------------------------------------- | --------------------------------------------------------------------------------------- | --------------------------------------------------------------------------------------- | --------------------------------------------------------------------------------------- | --------------------------------------------------------------------------------------- | --------------------------------------------------------------------------------------- | --------------------------------------------------------------------------------------- | --------------------------------------------------------------------------------------- | --------------------------------------------------------------------------------------- |
| Temp. máx. media (°C)                                                                   | 18.9                                                                                    | 18.6                                                                                    | 18.4                                                                                    | 18.4                                                                                    | 17.1                                                                                    | 16.1                                                                                    | 15.8                                                                                    | 16.8                                                                                    | 17.7                                                                                    | 18.9                                                                                    | 19.6                                                                                    | 19.6                                                                                    | 18                                                                                      |
| Temp. media (°C)                                                                        | 11.7                                                                                    | 11.7                                                                                    | 11.1                                                                                    | 10.3                                                                                    | 8.6                                                                                     | 7.1                                                                                     | 6.8                                                                                     | 7.6                                                                                     | 9.1                                                                                     | 10.1                                                                                    | 11.2                                                                                    | 11.7                                                                                    | 9.8                                                                                     |
| Temp. mín. media (°C)                                                                   | 4.5                                                                                     | 4.8                                                                                     | 3.9                                                                                     | 2.3                                                                                     | 0.2                                                                                     | -1.9                                                                                    | -2.1                                                                                    | -1.5                                                                                    | 0.6                                                                                     | 1.4                                                                                     | 2.8                                                                                     | 3.8                                                                                     | 1.6                                                                                     |
| Fuente: climate-data.org                                                                |                                                                                         |                                                                                         |                                                                                         |                                                                                         |                                                                                         |                                                                                         |                                                                                         |                                                                                         |                                                                                         |                                                                                         |                                                                                         |                                                                                         |                                                                                         |